# Невјанск
Невјанск (рус. Невьянск) град је у Русији у Свердловској области.

## Становништво
| 1939.  | 1959.  | 1970.  | 1979.  | 1989.  | 2002.  | 2010.  |
| ------ | ------ | ------ | ------ | ------ | ------ | ------ |
| 28.174 | 30.878 | 29.765 | 32.361 | 29.764 | 26.644 | 24.567 |